# Склоріз

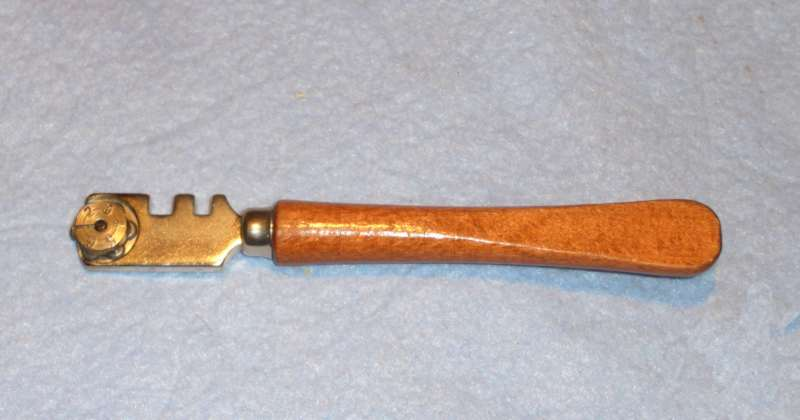
Роликовий склоріз з шістьма ріжучими роликами

Склорі́́з — ручний інструмент, який використовується для нанесення надрізу-подряпини на поверхню скла для подальшого контрольованого ламання вздовж цієї подряпини.

## Різновиди
Для роботи зі склом невеликої товщини (від 2 до 6 мм) використовуються алмазні склорізи простої конструкції: на металевій головці склоріза надійно закріплене зерно алмазу, що фактично і є основним елементом інструмента.
Професійним і надійнішим вважається роликовий склоріз. На рухомо закріплену твердосплавну голівку з ручки-резервуара автоматично подається мастило — це дозволяє рівномірно вести лінію розрізу. Роликовий склоріз дозволяє обробляти скло товщиною до 19 мм.

## Застосування
Різка скла вручну зазвичай використовується при невеликих, одноразових роботах. У промислових обсягах різання скла ведуть на спеціальних столах, склоріз закріплений в супорті і рухається по напрямних. Також застосовуються напівавтоматичні столи для різання скла під управлінням комп'ютера. Проте скло потім розламується вручну на окремі частини.
Тільки звичайне, а не загартоване скло може піддаватися різанню. Загартоване скло можна зустріти в автомобілях (зазвичай бічні скла), при ударі або спробі різання воно розсипається на безліч дрібних осколків, зменшуючи ризик отримати серйозну травму.